# Bente Moe
Bente Moe (Oslo, 2 december 1960) is een voormalige langeafstandsloopster uit Noorwegen, die gespecialiseerd was in de marathon. Ze vertegenwoordigde haar vaderland tweemaal bij de Olympische Spelen (1984 en 1988).

## Loopbaan
Moe, verbonden aan Sportsklubben Vidar, realiseerde haar beste tijd op de marathon op 25 oktober 1992, toen ze de marathon van Frankfurt op naar naam schreef met een tijd van 2:32.36.

## Persoonlijke records
Outdoor
| Onderdeel      | Prestatie | Datum           | Plaats    |
| -------------- | --------- | --------------- | --------- |
| 10.000 m       | 32.59,68  | 28 juni 1987    | Göteborg  |
| halve marathon | 1:11.54   | 1988            |           |
| marathon       | 2:32.36   | 25 oktober 1992 | Frankfurt |

## Palmares

### marathon
- 1984: 26e OS - 2:40.52
- 1986: 6e EK - 2:35.34
- 1987:  marathon van Houston - 2:32.37
- 1987: 4e WK - 2:33.21
- 1988: DNF OS
- 1992:  marathon van Frankfurt - 2:32.36
- 1993:  marathon van Wenen - 2:38.21